# 5884 Долезал
5884 Долезал  (5884 Dolezal) — астероїд головного поясу, відкритий 24 вересня 1960 року.
Тіссеранів параметр щодо Юпітера — 3,297.